# Republika Entre Ríos
Republika Entre Ríos – krótko istniejące państwo w Ameryce Południowej, położone na terenie dzisiejszej Argentyny (→ Międzyrzecze Argentyńskie). Republika − powstała w roku 1820 − zajmowała powierzchnię ok. 166 980 km² na terenie obecnych argentyńskich prowincji Entre Ríos i Corrientes. Przywódcą państwa był gen. Francisco Ramírez, który przyjął tytuł „Jefe supremo”. Ramírez zginął w zamachu już rok później, a jego państwo zostało zlikwidowane.